# Tamilakam

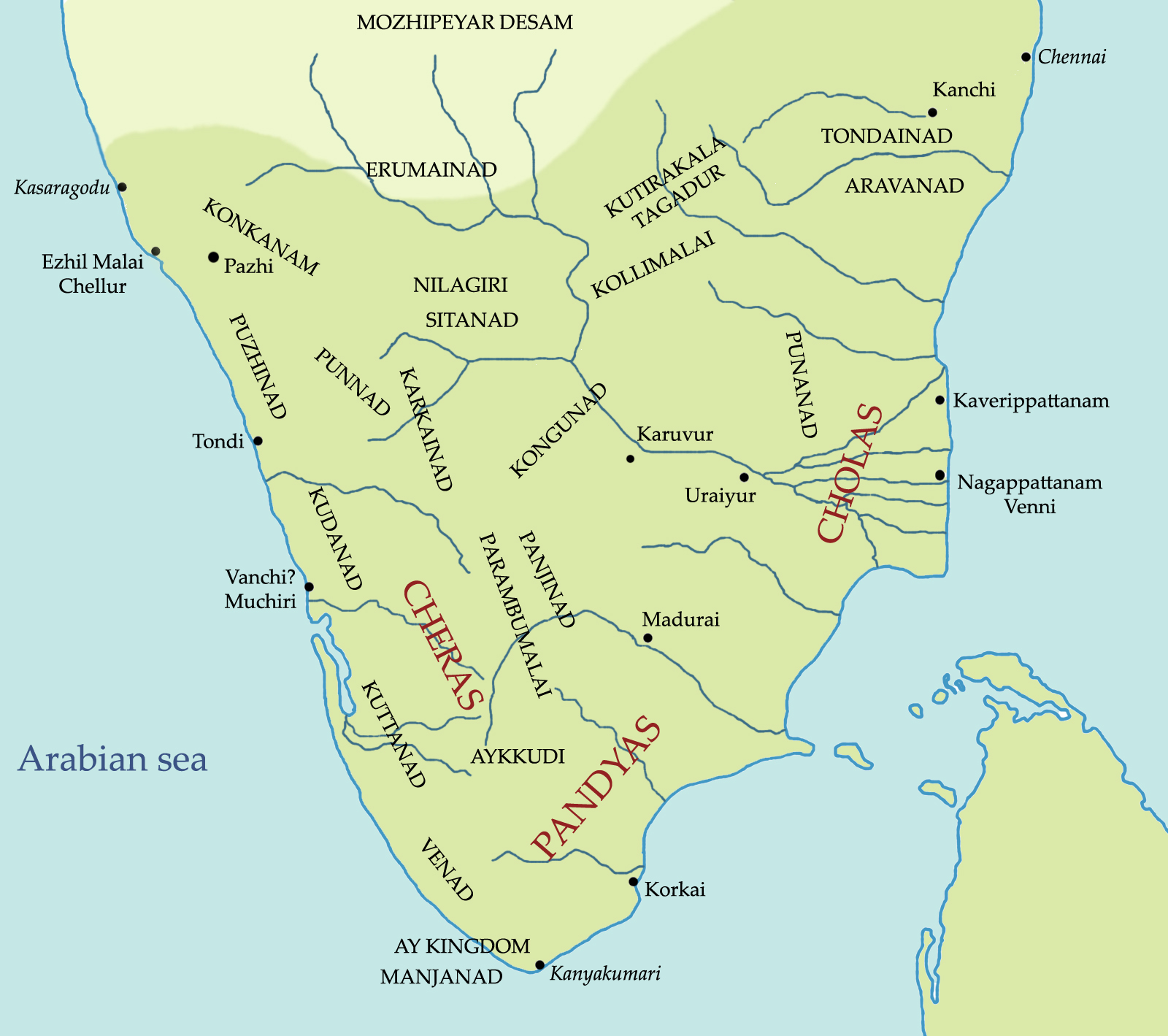
Tamizhakam (the Tamil country) in the Sangam Period

Tamilakam o Tamizhagam o Paese antico Tamizh (Tamil தமிழகம் "la nazione dei Tamil") fa riferimento al territorio del periodo Sangam (III secolo a.C. - IV d.c.) degli antichi reami dell'India del sud che risiedevano negli attuali stati indiani di Tamil Nadu, Kerala e le parti meridionali dell'Andhra Pradesh, e Karnataka.
Gli storici usano il termine come sinonimo di India meridionale per riferirsi alle regioni parlanti Tamil dell'India.

## Etimologia
"Tamiḻakam" è un portmanteau di due parole della lingua tamil, Tamil e akam. Può essere tradotta come "la casa natìa dei Tamil'. Secondo Kamil Zvelebil, til termine sembra essere il più antico usato per designare il territorio Tamil nel subcontinente indiano.